# Сперанский, Иван Иванович (терапевт)
Иван Иванович Сперанский (1894—1962) — советский учёный-терапевт и педагог, доктор медицинских наук (1933), профессор (1933), член-корреспондент АМН СССР (1953).

## Биография
Родился 8 марта 1894 года в Москве.
С 1911 по 1916 год обучался на медицинском факультете Московского университета. С 1916 по 1946 год на научно-педагогической работе в Московском государственном университета на медицинском факультете в должностях ассистента и доцента.
С 1946 по 1966 год на научно-исследовательской работе в Институте терапии АМН СССР в должностях — заведующего клиническим отделением и с 1952 по 1966 год — заместитель директора этого научного института по научной работе.

### Научно-педагогическая деятельность
Основная научно-педагогическая деятельность И. И. Сперанского была связана с вопросами в области внутренних болезней, он занимался исследованиями в области проблем наследственности, этиологии, патогенеза язвенной и гипертонической болезней, профессиональной и инфекционной патологии, авитаминозов и ревматизма. И. И. Сперанский является разработчиком метода ретроспективного исследования, им была предложена седативная дифференцированная терапия основанная на изучении нервных процессов, применяемая при лечении язвенной и гипертонической болезней. И. И. Сперанский являлся членом Международного общества внутренней медицины (International Society of Internal Medicine (ISIM)).
В 1935 году он защитил диссертацию на учёную степень доктор медицинских наук, в 1946 году ему было присвоено учёное звание — профессор. В 1953 году был избран член-корреспондентом АМН СССР. Под руководством И. И. Сперанского было написано около восьми научных трудов, в том числе монографий.
Скончался 8 января 1962 года в Москве.